# Varronia cylindristachya
Varronia cylindristachya är en strävbladig växtart som beskrevs av Hipólito Ruiz López och Pav. Varronia cylindristachya ingår i släktet Varronia och familjen strävbladiga växter. Inga underarter finns listade i Catalogue of Life.